# Thomas Luny
Thomas Luny, né en 1759 et mort en 1837, est un peintre de marine britannique. On estime qu'il a peint plus de 3 000 tableaux au cours de sa carrière, dont 2 000 entre 1807 et sa mort.

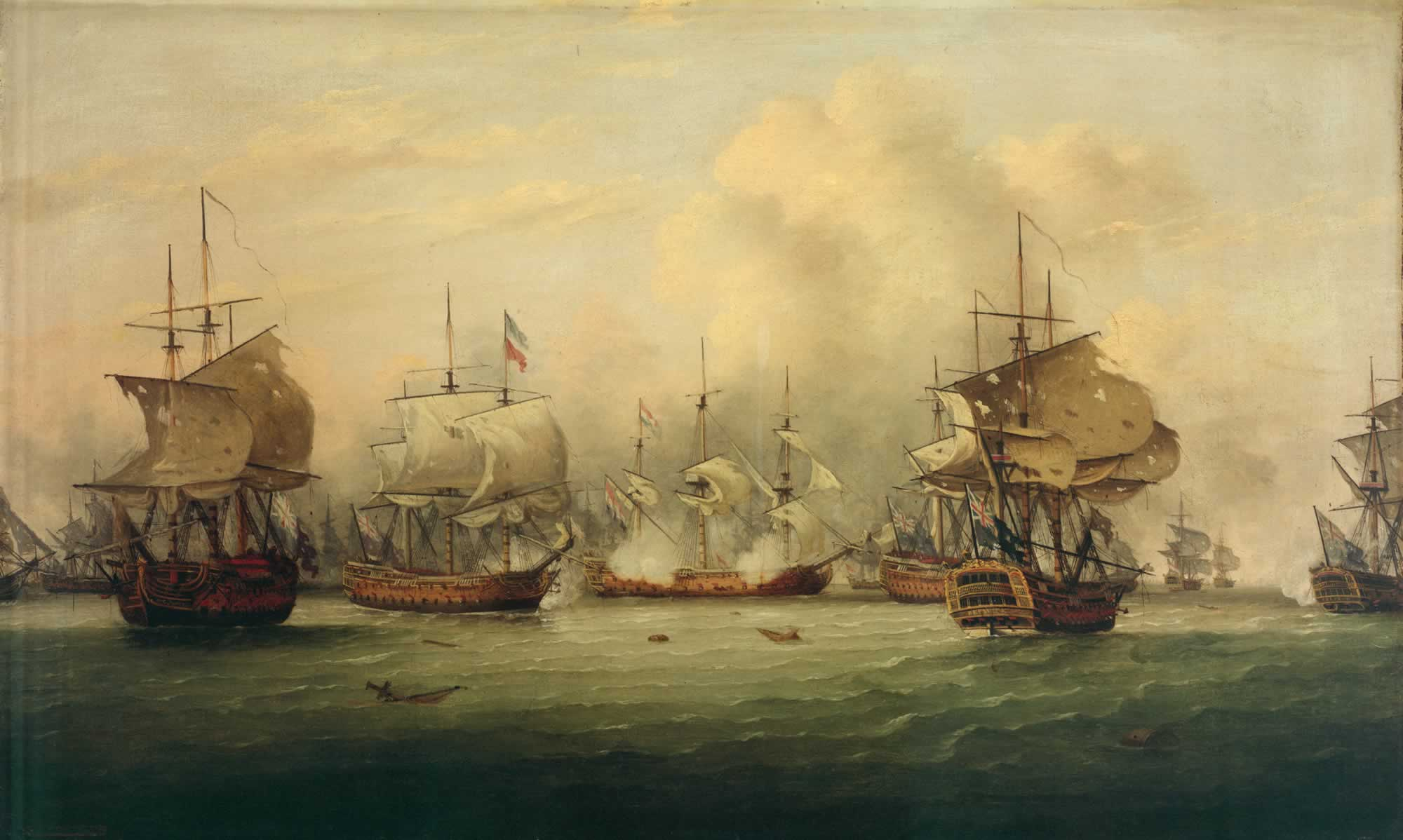
La bataille du Dogger Bank le 5 août 1781.